# Фридрих фон Геролдсек
Фридрих фон Геролдсек (на немски: Friedrich von Geroldseck; * пр. 1337; † сл. 13 октомври 1369) е господар на Геролдсек ам Вазихен в Елзас.

## Произход
Той е син на Егено фон Геролдсек († 21 февруари 1343) и съпругата му Аделхайд фон Фюрстенберг († 22 март), дъщеря на граф Фридрих I фон Фюрстенберг († 1296) и съпругата му Уделхилд фон Волфах († сл. 1305). Брат е на Хуго II († сл. 1370), Симон († сл. 1375), Йохан († 1355, 1362), Хуго († сл. 1379), и на Елза/Елизабет († сл. 1346), омъжена 1337 г. за Хайнрих III фон Лихтенберг († 1379).

## Фамилия
Фридрих фон Геролдсек се жени за Валпургис фон Лютцелщайн (* пр. 1381; † 23 март 1406), дъщеря на граф Фолмар фон Лютцелщайн († сл. 1367) и Аделхайд фон Финстинген († сл. 1340). Te имат децата:
- Фолмар фон Геролдсек-Вазихен († между 16 април 1388 – 21 май 1392), бездетен, женен пр. 3 март 1382 г. за Йохана фон Раполтщайн († сл. 1416), която се опмъжва II. път пр. 3 февруари 1407 г. за граф Егон II фон Кибург († 1414), майор на Берн
- Кунигунда († 1403), омъжена I. сл. 9 август 1376 г. за Улрих IV фон Раполтщайн († 1377), II. пр. 5 септември 1379 г. за Рудолф II фон Оксенщайн († 1400)
- Аделхайд († 1406), омъжена за Еберхард фон Ванген († пр. 1389/1406)
- Катарина? († пр. 1390)
- ? Елизабет († сл. 1390)
- ? Буркард († сл. 1392)